# Valérie Igounet
Valérie Igounet   (1 de juliol de 1970) és una historiadora i politòloga francesa. S'ha especialitzat en estudiar el fenomen de la denegació de l'Holocaust, i en la política d'extrema-dreta a França. És autora del llibre Histoire du négationnisme en France (Història de la Denegació de l'Holocaust a França), publicat l'any 2000, així com d'una biografia del negacionista francès Robert Faurisson.

## Biografia
Igounet va néixer el 1970, i el 1998 va obtenir un doctorat en història a l'Institut d'études politiques de París, sota la supervisió de Pierre Milza. A finals de la dècada de 1990 va començar a escriure articles per a Le Monde diplomatique. Poc després va començar a col·laborar amb l'Institut d'histoire du temps présent del Centre Nacional francès per a la Recerca Científica.
El 2017 va començar a treballar amb Rudy Reichstadt en el projecte Conspiracy Watch. Des de 2019 ha estat membre del consell científic interministerial francès per a combatre el Racisme, l'antisemitisme i l'odi als col·lectius LGBT.

## Obra

### Història de la denegació de l'Holocaust a França
L'obra Histoire du négationnisme en France va ser escrita partint de la seva investigació doctoral. Utilitzant materials d'arxiu així com entrevistes amb les persones implicades en la denegació d'Holocaust com Maurice Bardèche, Robert Faurisson, Roger Garaudy, Pierre Guillaume, i Jean-Claude Pressac, Igounet narra la propagació de la denegació d'Holocaust a França des d'immediatament després del final de Segona Guerra Mundial, demostrant aquesta teoria es va difondre tant des de l'extrema dreta francesa com per part de l'extrema esquerra. Segons la sociòloga Gisèle Sapiro, Igounet centra les funcions de anti-semitisme, l'anti-sionisme, i l'anti-comunisme en la història de la denegació de l'Holocaust francès (on es destaca el rol del dirigent del Front Nacional François Duprat), qui va jugar un rol clau durant la dècada de 1970. Olivier Lalieu, un historiador del Mémorial de la Shoah del museu de l'Holocaust en París, va escriure que els capítols narrats sobre les activitats de Robert Faurisson són molt innovadors, tant en les seves descripcions de la seva relació amb Pierre Guillaume com en la funció de l'extrema esquerra. Poc després de la publicació del llibre, Robert Redeker va predir que esdevindria l'obra de referència en l'afer de la història de la denegació de l'Holocaust a França.
Posteriorment va estendre la seva feina especialitzant-se en el seguiment de l'extrema dreta a França per estudiar la història del Front Nacional, que va quedar recollida en el llibre Le Front National de 1972 à nos jours: le parti, les hommes, les idées.

### Robert Faurisson
El 2012, Igounet va continuar la seva recerca sobre la negació de l'Holocaust amb el llibre Robert Faurisson: portrait d'un négationniste. En aquest llibre va confiar més fortament en testimoniatge oral a causa d'una manca d'arxius disponibles. Segons l'historiador Grégoire Kauffmann (fr), el llibre tria enfocar sobre la tendència de Faurisson per repetir falsedats, particularment sobre ell mateix. A l'historiadora Stéphanie Courouble-Share, aquesta biografia va capturar diverses de les ambigüitats promogudes pel mateix Faurisson, que manera que es va generar una nou coneixement sobre la seva projecció pública. Robert Faurisson va desautoritzar l'obra, però va declinar dur a terme qualsevol acció legal contra Igounet.

### Mitjans de comunicació
A més de la seva feina amb Conspiracy Watch, Igounet ha publicat abastament sobre la seva expertesa gestionant fonts populars. El 2018, va publicar una editorial a Le Monde demanant a Israel que reconeguessin el genocidi armeni. També ha publicat sobre altres temes històrics a magazines com Harper, i la seva feina ha estat citada en diaris com The New York Times i The Times of Israel.

## Obres seleccionades
- Histoire du négationnisme en France (2000) ISBN 2-02-035492-6 i ISBN 978-2020354929.
- Robert Faurisson: portrait d'un négationniste (2012) ISBN 2207259986 i ISBN 9782207259986.
- Le Front national de 1972 à nos jours: le parti, les hommes, les idées (2014)) ISBN 9782021078268.
- Les Faussaires de l'histoire, una pel·lícula amb Michaël Prazan, 2014, Imdb title id 4144712.